# Agni
För andra betydelser, se Agni (olika betydelser).

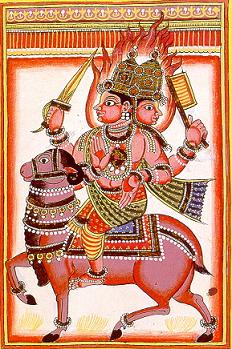
Avbildning av Agni.

Agni är i tidig indisk mytologi en eldgud för både härd och offereld. Guden framställs med två eller tre huvuden, ibland med fyra armar och vanligtvis i sällskap med en bock. Agnis funktioner sammanfaller i viss utsträckning med guden Indras.
Namnet betyder "eld" på sanskrit och är besläktat med latinets ignis och ryskans ogon. I forniransk religion motsvaras han av Atar.
Asteroiden 398188 Agni är uppkallad efter guden.